# Erste Wiener Türkenbelagerung
Die Erste Wiener Türkenbelagerung oder Erste Wiener Osmanenbelagerung war ein Höhepunkt der Türkenkriege zwischen dem Osmanischen Reich und den christlichen Staaten Europas. Sie fand im Rahmen des ersten österreichischen Türkenkrieges statt. Vom 27. September bis zum 14. Oktober 1529 schlossen osmanische Truppen unter dem Kommando von Sultan Süleyman I. dem Prächtigen Wien ein, das damals Hauptstadt der Habsburgischen Erblande und eine der größten Städte Mitteleuropas war. Unterstützt von anderen Truppen des Heiligen Römischen Reichs konnten sich die Verteidiger behaupten.

## Hintergrund
Mit der Einnahme Adrianopels 1361 und den gewonnenen Schlachten an der Mariza 1371, auf dem Amselfeld 1389 und bei Nikopolis 1396 sowie der zweiten Schlacht auf dem Amselfeld 1448 hatten sich die Osmanen auf europäischem Boden als bedeutende Militärmacht erwiesen. Sie konnten weite Teile der Balkanhalbinsel unterwerfen und dort ihre Herrschaft festigen, ausbauen und verteidigen. Nachdem sie 1453 Konstantinopel, die Hauptstadt des Oströmischen Reiches, erobert hatten, wurde ihr Expansionsdrang, der ihnen in rascher Folge weitere Bereiche der Balkanhalbinsel einbrachte, zu einer dauerhaften Gefahr für die abendländischen Staaten.

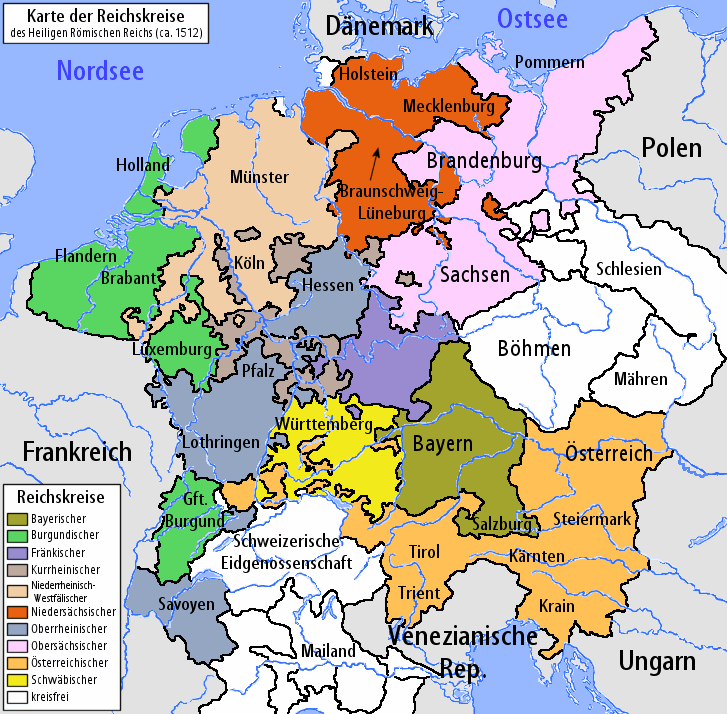
Das Heilige Römische Reich, Gegner der Osmanen, um 1512

Unter dem seit 1520 herrschenden Sultan Süleyman wurde das Königreich Ungarn zum nächsten Ziel der osmanischen Expansionspolitik. 1521 gelang Süleyman die Eroberung Belgrads, das damals zu Ungarn gehörte. 1526 folgte sein entscheidender Sieg bei Mohács über den ungarischen König Ludwig II., der in der Schlacht fiel. Aufgrund eines 1515 geschlossenen Erbvertrages erhob nun Erzherzog Ferdinand von Österreich, der spätere römisch-deutsche Kaiser, Ansprüche auf Böhmen und Ungarn. Ein Teil des ungarischen Adels wählte auf dem Reichstag von Tokaj am 16. Oktober 1526 aber den Woiwoden von Siebenbürgen, Johann Zápolya, zum ungarischen König Johann I. Am 17. Dezember 1526 ließ sich Ferdinand ebenfalls zum ungarischen König wählen. Zápolya stellte sich 1528 unter den Schutz des Osmanischen Reiches und erhielt dafür militärische Unterstützung gegen seinen Rivalen, der zunächst die Oberhand in dem Thronstreit behalten hatte. Mitte 1529 rückte Sultan Süleyman an der Spitze eines großen Heeres in Ungarn ein und installierte König Johann in dem von ihm besetzten Buda (dt. Ofen) auf dem ungarischen Thron. Ungarn wurde damit de facto ein osmanischer Vasallenstaat. Nach diesem Erfolg führte der Sultan sein Heer weiter nach Nordwesten und drang über Komorn und Preßburg auf Wien vor, das die osmanischen Truppen im September erreichten. Ob das Ziel tatsächlich die Eroberung des „Goldenen Apfels“ war, wie die Osmanen Wien damals nannten, oder nur eine Demonstration der Stärke, mit der Süleyman seinen Machtgewinn über Ungarn sichern wollte, ist in der Forschung umstritten.
Die militärischen Kräfte der Habsburger waren zu dieser Zeit zu einem erheblichen Teil in Italien gebunden, wo Kaiser Karl V. in langen Kriegen gegen das Haus Valois um die europäische Vorherrschaft kämpfte. Erzherzog Ferdinand versuchte daher, den osmanischen Vormarsch mit Friedensangeboten zu verlangsamen, und stellte dem Sultan und den Großen seines Reiches regelmäßige Geschenke in Aussicht. Auf dem Reichstag zu Speyer gelang es ihm im April 1529 zwar, mit ausführlichen Schilderungen der Gräuel, die die Osmanen angeblich im besetzten Ungarn verüben würden, die Reichsstände dazu zu bewegen, ihm Geld und Truppen zur Verteidigung zur Verfügung zu stellen, wenn auch nicht in dem erhofften Ausmaß. Ein Mandat zur Rückeroberung Ungarns, das der Erzherzog eigentlich anstrebte, bekam er aber nicht, die mit dem bewilligten Geld besoldeten Truppen durften die Reichsgrenze nicht überschreiten. Als ihr Befehlshaber wurde Friedrich von der Pfalz bestimmt.

## Verlauf

### Beginn

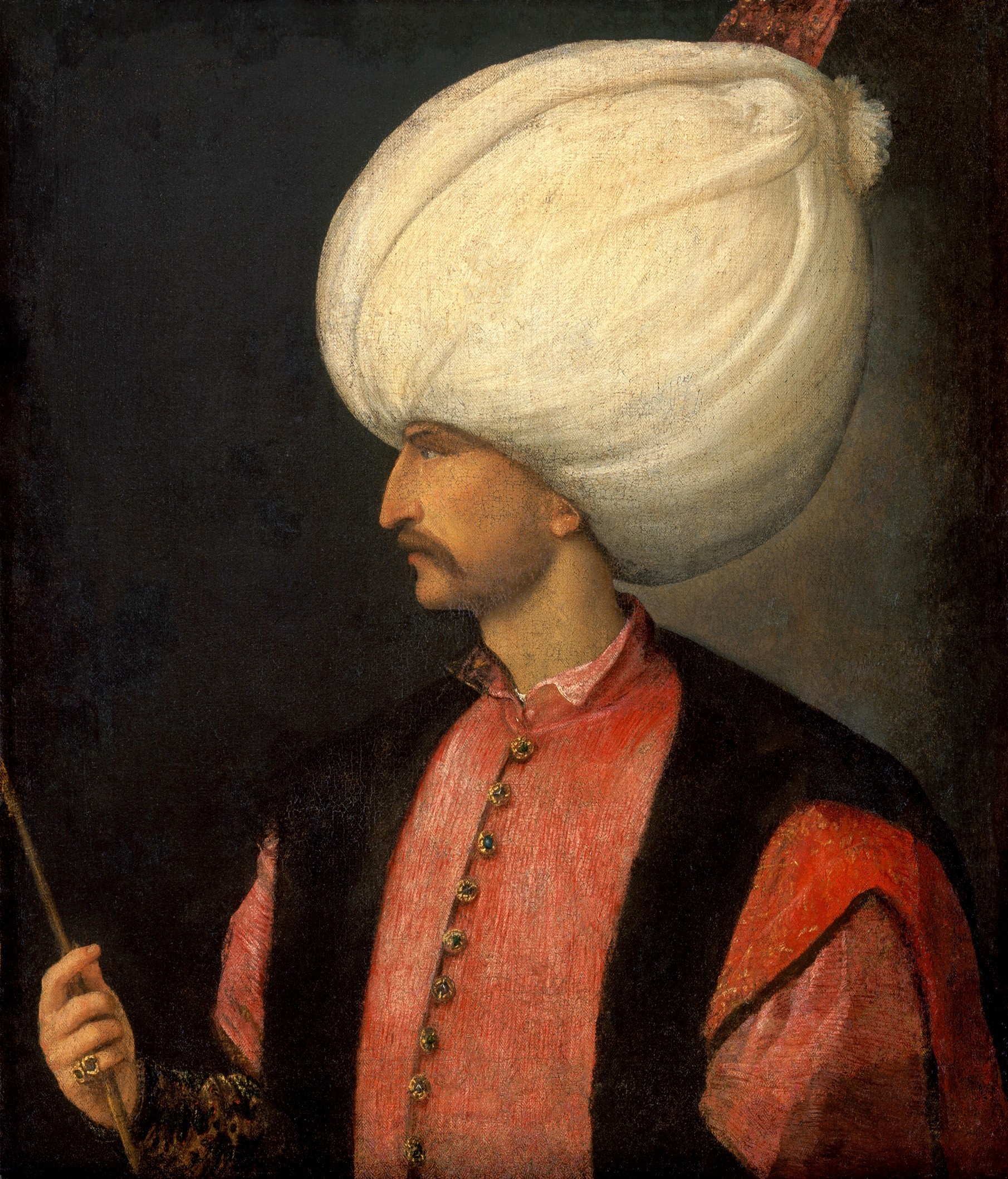
Sultan Süleyman I., unbekannter Künstler aus dem Umkreis Tizians, Wien, Kunsthistorisches Museum

Süleyman I. war mit einer großen Streitmacht am 10. Mai 1529 von Konstantinopel aufgebrochen. Auf dem Weg durch Südosteuropa wuchs sein Heer durch den Anschluss zahlreicher Garnisonen immer stärker an. Auch ungarische Kämpfer schlossen sich ihm an. Der Vormarsch durch Ungarn wurde verlangsamt, da es dort kein Straßennetz gab und schwere Regenfälle den Boden aufgeweicht hatten. Im September tauchten in der Umgebung Wiens die Vorboten dieses Heeres auf, eine Truppe von etwa 20.000 Akıncı. Diese unbesoldete leichte Kavallerie ging üblicherweise plündernd, sklavenmachend, vergewaltigend und mordend der regulären Armee voraus und sollte den Widerstandswillen der Bevölkerung lähmen.
Eine große Zahl von Wiener Bürgern flüchtete ab dem 17. September, darunter sieben von zwölf Mitgliedern des Stadtrates. Nur Bürgermeister Wolfgang Treu, der Stadtrichter Pernfuß und drei weitere Stadträte blieben. Von den mehr als 3500 bewaffneten Bürgern der Stadtmiliz blieben lediglich 300 bis 400 zurück. Viele Flüchtende fielen aber auf ihrem Weg in vermeintlich sicheres Territorium den Akıncı in die Hände.
Wien wurde von der Stadtgarnison, den Resten der Stadtmiliz und mehreren Tausend deutschen und spanischen Söldnern verteidigt, darunter eine Hundertschaft Panzerreiter unter dem Kommando des Pfalzgrafen Philipp, die eintraf, kurz bevor sich der Belagerungsring schloss. Die vom Reichstag beschlossenen Reichstruppen, insgesamt 1600 Reiter, kamen dagegen zu spät und verharrten bei Krems an der Donau. Insgesamt konnten die Verteidiger der Stadt etwa 17.000 Soldaten aufbieten. Die Landsknechte waren mit Piken und Arkebusen bewaffnet und hatten sich während der Italienkriege mit fortschrittlichen Taktiken vertraut machen können. Die zahlenmäßige Überlegenheit der Belagerer war jedoch erheblich, zudem war der Schutzwert der im 13. Jahrhundert erbauten Stadtmauer Wiens mangelhaft.
Am 23. September kamen die Osmanen in die Sichtweite der Stadt, die bis zum 27. September komplett eingeschlossen wurde. Ihre Streitmacht umfasste etwa 150.000 Menschen, die jedoch teilweise dem Tross angehörten. Der kämpfende Teil des Heeres umfasste etwa 80.000 osmanische sowie 15.000 bis 18.000 Soldaten aus den osmanischen Vasallenstaaten Moldau und Serbien. Neben zahlreichen Reitern (Sipahis) bildeten fast 20.000 Janitscharen die Kerntruppe. Der Zustand der ungarischen Straßen hatte verhindert, dass mehr als zwei schwere Belagerungs-Geschütze (Balyemez / بال يماﺯ) von Belgrad oder Ofen nach Wien hatten transportiert werden können, sodass nur 300 leichtere Kanonen mitgeführt wurden. Auf dem Weg setzten die Osmanen auch etwa 22.000 Kamele als Lasttiere ein. Die taktische Leitung der Belagerung oblag dem Großwesir Ibrahim Pascha.
Einen wesentlichen Anteil an der Verteidigung der Stadt Wien hatte Pfalzgraf Philipp als Oberbefehlshaber der zwei Regimenter Reichstruppen in der Stadt. Er befehligte bei der Verteidigung den Mauerbereich vom Roten Turm bis zur Kärntnertor-Bastei. Seit dem 19. Jahrhundert wurde aus patriotischen Gründen immer mehr die Leistung der Wiener Bürger und des Niklas Graf Salm in den Vordergrund geschoben, Philipps Anteil geriet hingegen in Vergessenheit.
Niklas Graf Salm und der Hofmeister Wilhelm von Rogendorf ließen die Stadtmauern mit Erdbefestigungen verstärken und alle Tore bis auf eines zumauern. Die Kirchenglocken wurden stillgelegt, die 28 Boote der Donauflottille wurden verbrannt, da ihre Besatzung geflohen war und sie nicht den Osmanen in die Hand fallen sollten. Die Befehlshaber überwachten auch die Positionierung der 72 Kanonen, die den Verteidigern der Stadt zur Verfügung standen. Sämtliche Gebäude außerhalb der Stadtmauern wurden abgerissen, um ein freies Schussfeld zu ermöglichen und um den Angreifern Möglichkeiten zur Deckung zu nehmen. Dies geschah jedoch zu spät und zu unvollständig, sodass die Osmanen genügend Unterschlupfe vorfanden. Noch am 27. September schickte Süleyman eine Delegation mit zwei gefangenen Reitern in die Stadt, welche den Wienern die Kapitulation nahelegte und ihnen für diesen Fall die Verschonung von Garnison und Bevölkerung garantierte. Bei einer Weigerung zu kapitulieren werde das osmanische Heer die Stadt erstürmen. Die Eingeschlossenen schickten die Unterhändler, ohne auf ihre Forderung einzugehen, in das Feldlager zurück.

### Kampf im Dunkeln und osmanische Sturmangriffe

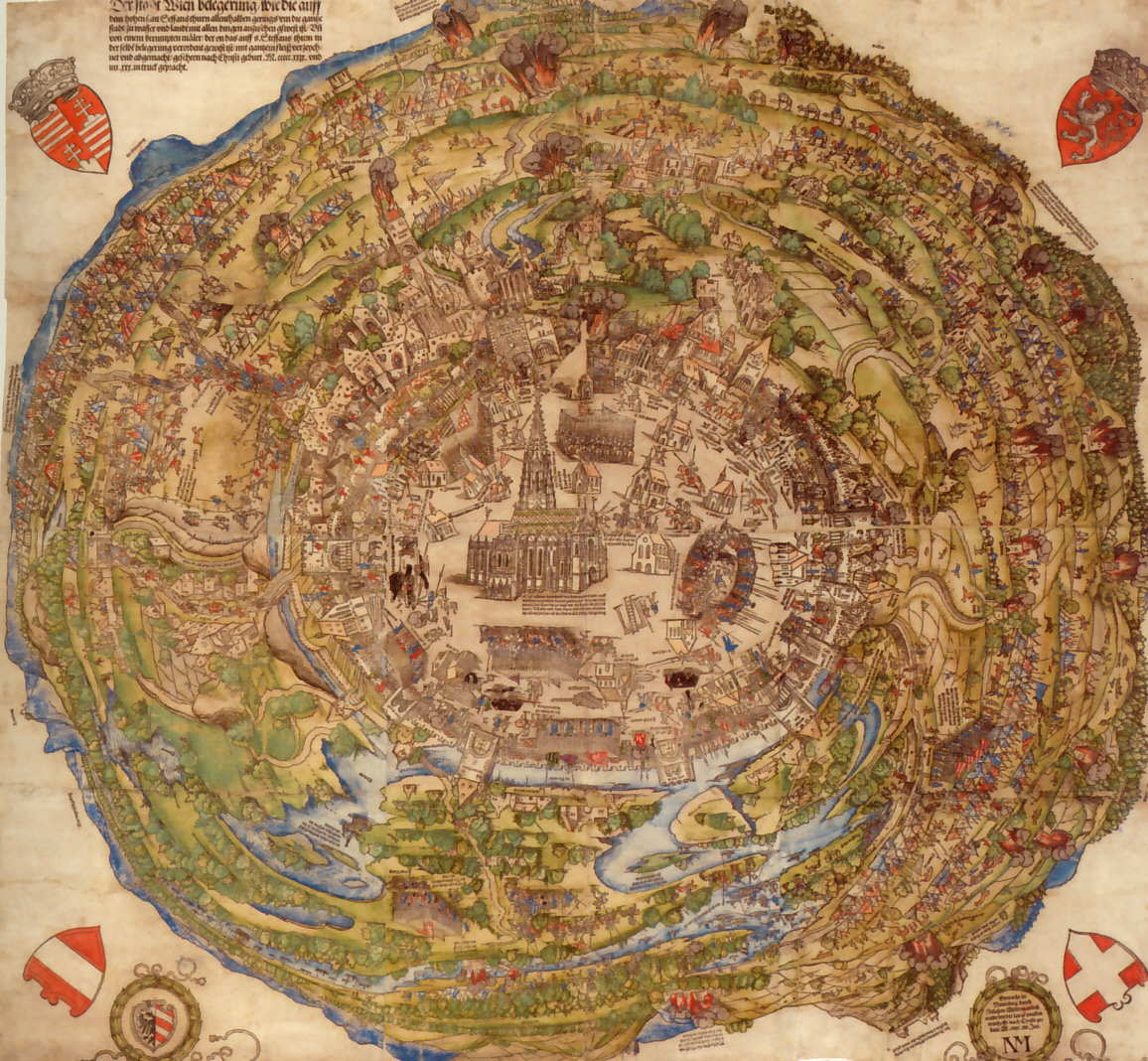
Meldeman Plan der Belagerung (1530)

Ibrahim Paschas Plan sah vor, das Kärntnertor, das ihm die schwächste Stelle in den Befestigungsanlagen der Stadt zu sein schien, zu unterminieren und sturmreif zu schießen. Süleyman billigte dieses Vorhaben am 1. Oktober, und die osmanische Artillerie (Topçu) eröffnete das Feuer. Da es ihr an schweren Kanonen fehlte, blieb die erhoffte Wirkung allerdings aus. Darauf folgten Versuche zur Unterminierung der Wiener Stadtmauern, während die Kanonen zur Ablenkung permanent weiterfeuerten. Nachdem ein christlicher Überläufer den Verteidigern Wiens die Pläne der Belagerer mitgeteilt hatte, wurden, um feindliche Grabungen früh zu erkennen, in den Häusern nahe der Stadtmauer Wasserbottiche aufgestellt. Der sichtbare Wellenschlag des Wassers signalisierte die unterirdische Annäherung der Osmanen. Die durch Tiroler Bergleute verstärkte Stadtbesatzung grub sich ihnen entgegen, wobei man nach einiger Zeit auf die osmanischen Mineure stieß. Es entbrannten unterirdische Kämpfe, bei denen kaum Feuerwaffen eingesetzt werden konnten, da die Mineure zur Durchführung ihres Auftrags Fässer mit Schießpulver mit sich führten. Bei diesen Auseinandersetzungen gewannen die besser gepanzerten Verteidiger nach einiger Zeit die Oberhand, doch konnten nicht alle osmanischen Minen entdeckt werden. So sprengten die Angreifer mehrere Breschen in die Wiener Stadtmauer, an denen es zu heftigen Kämpfen kam. Die Verteidiger errichteten Palisaden hinter den Breschen, hoben Gräben aus und bildeten dichte Formationen aus Pikenieren und Arkebusieren, gegen die die Janitscharen wenig auszurichten vermochten.
Am 12. Oktober sprengten die Osmanen eine besonders große Bresche in die Wiener Stadtmauer („Sulaiman-Bresche“), worauf der bis dahin größte osmanische Angriff folgte. Auch bei diesen Gefechten konnten sich die Sturmtruppen nicht durchsetzen und verloren allein 1200 Janitscharen. Am späten Abend desselben Tages berief Süleyman einen Kriegsrat in seinem Lager ein. Die Versorgungslage des osmanischen Heeres war zu diesem Zeitpunkt äußerst schlecht, da der Nachschub durch die völlig aufgeweichten Straßen aufgehalten wurde. Auch rächte sich jetzt die Plünderung der Umgebung durch die Akıncı. Zudem stand der Wintereinbruch bevor, der eine längere Belagerung ausschloss. Die Janitscharen äußerten dem Sultan gegenüber ihren Unmut, woraufhin sie von Süleyman durch die Zusicherung einer großen Belohnung zu einem letzten Sturmangriff überredet werden konnten, bevor man die Belagerung aufgrund der Wetterverhältnisse abbrechen würde. Am 14. Oktober sprengten die Osmanen eine Bresche in das Kärntnertor, doch fiel der Schutt nach außen, so dass die Erstürmung äußerst gefährlich war. Wieder stellten sich die Pikeniere der Verteidiger den Janitscharen in dichter Formation entgegen, so dass sich diese erneut unter schweren Verlusten zurückziehen mussten.

### Rückzug

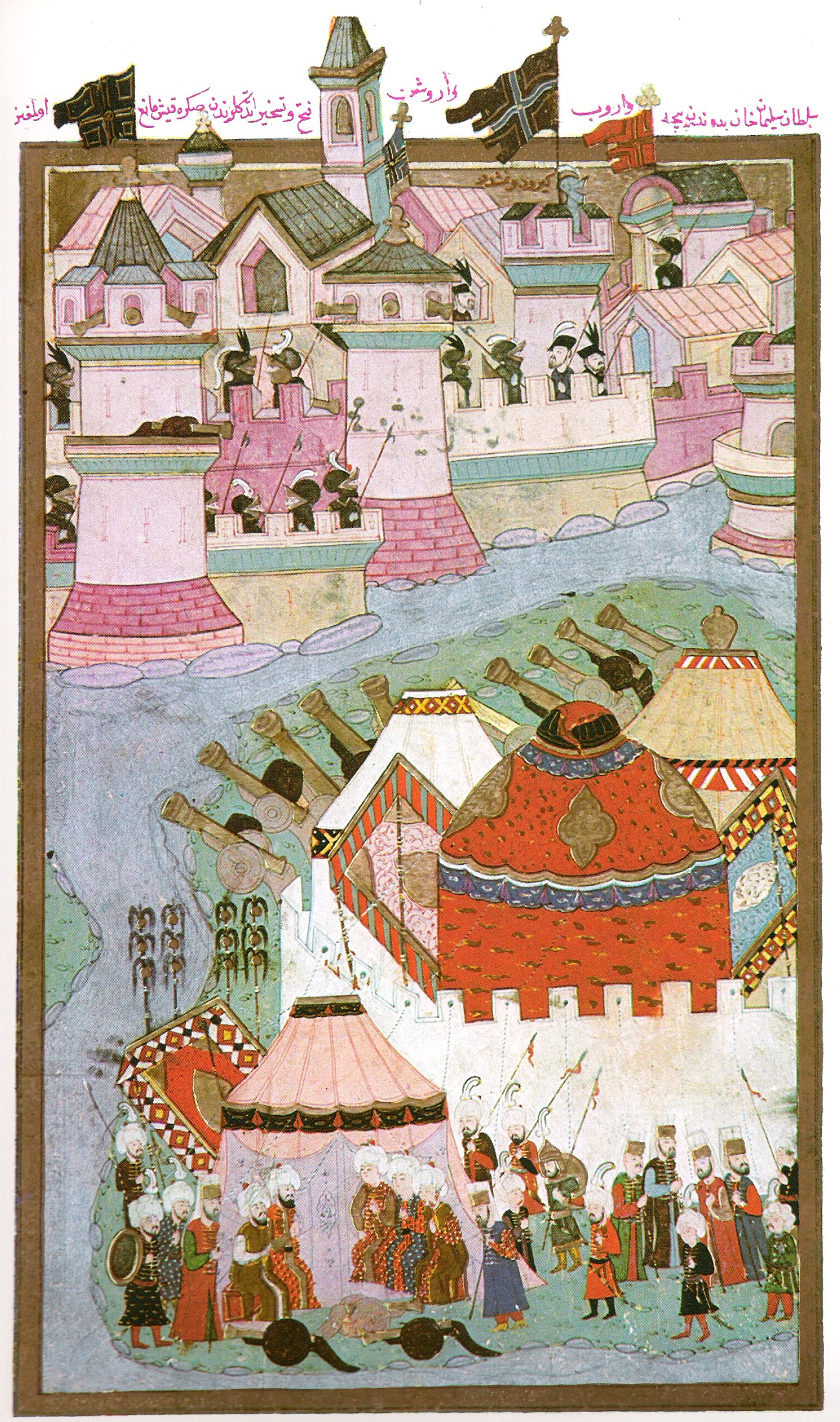
Der osmanische Diwan tritt zusammen: Der Rückzug ist bereits beschlossen, die Kanonen schweigen, der Sultan ist abgereist (Osmanische Miniatur aus dem 16. Jahrhundert)

Welche Bedeutung der Abbruch der Belagerung für die Osmanen hatte, ist in der Literatur umstritten. Der amerikanische Militärhistoriker Paul K. Davis sieht darin eine klare Niederlage. Der Leipziger Mediävist Klaus-Peter Matschke glaubt dagegen, dass trotz der fast 20.000 Todesopfer, die auf osmanischer Seite zu beklagen waren, der Sultan das Ergebnis nicht als Niederlage gesehen habe. Er machte dem Großwesir und den kommandierenden Offizieren keinerlei Vorwürfe, im Gegenteil. Im Tagebuch des Feldzugs wird vermerkt: „Alle Beys erhielten ein Prunkgewand und wurden zum Handkuss zugelassen.“ Osmanische Geschichtsschreiber stellten die Belagerung sogar als Erfolg dar und gaben als Hauptgrund für den Rückzug die Wetterlage an, so in der Überschrift der nebenstehenden Miniatur:

«سلطان سليمان خان بدوندن پچه واروب واروشن فتح و تسخير اتدكلرندن صكره قيش مانع اولمغين كيرو دونمشدر»

„Sulṭān Süleymān Ḫān Bedundan Peçe (Bėçe?) varub vāroşun fetiḥ ve tesḫīr etdiklerinden ṣoñra ḳış māniʿ olmaġın gėrü dönmişdir“

„Sultan Süleyman Chan kam von Ofen aus in Wien an; nachdem er die Vorstadt erobert und unterworfen hatte, kehrte er wegen des hinderlichen Winters zurück.“

In der Nacht auf den 15. Oktober begann der Abzug. Die Truppen ließen alles zurück, was sie beim Rückzug behinderte.
In Wien wurden zum ersten Mal seit knapp drei Wochen wieder die Glocken geläutet; im Stephansdom wurde ein Te Deum gebetet. Vor Wien meuterten die doch noch eingetroffenen Söldner der Reichstruppen, weil sie den trotz ihrer Inaktivität eingeforderten fünffachen „Sturmsold“ nicht erhielten. An eine Verfolgung des abziehenden osmanischen Heeres, an die sich die leichte Reiterei des Söldnerführers Hans Katzianer bereits recht erfolgreich gemacht hatte, dachten Pfalzgraf Friedrich und seine Truppen gar nicht, auch, weil ihnen das Überschreiten der Reichsgrenzen verboten war. Ihnen ging es um Geld: Erst nach zweiwöchigen Verhandlungen konnten die Knechte, die sogar mit einer Erstürmung und Plünderung von Wien gedroht hatten, zur Annahme einer geringeren Bezahlung bewogen werden. Einige kaiserliche Truppen unter Niklas Graf Salm und Wilhelm von Rogendorf sicherten die Ostgrenze durch die Besetzung von Ödenburg, Ungarisch-Altenburg, Bruck an der Leitha, Hainburg an der Donau und Preßburg. Im Mai 1530 starb Niklas Graf Salm an einer Verletzung, die er bei der Verteidigung der Stadt erlitten hatte. Ferdinand stiftete für ihn einen Renaissance-Altar, der heute im Baptisterium der 1853 fertiggestellten Wiener Votivkirche zu sehen ist.

## Folgen
Süleyman I. hatte mit seinem Kriegszug von 1529 zwei Hauptziele verfolgt: die Eroberung Wiens und die Sicherung der Herrschaft seines Vasallen Zápolya als König von Ungarn. Zwar hatte er sein erstes Ziel nicht erreicht, aber sein zweites Ziel, sich mit Zápolya die Macht über Ungarn zu sichern. Dem diente auch sein erneuter Kriegszug von 1532. Obwohl auch dieses Mal Wien verschont blieb und die Osmanen nach einer lange währenden, erfolglosen Belagerung von Güns zurückweichen mussten, feierte sich Süleyman, das teilweise Misslingen beschönigend, in Konstantinopel als Sieger, da er seinen Machtbereich in Ungarn festigen konnte.
1533 schlossen Süleyman I. und König Ferdinand I. einen Friedensvertrag, der Ungarn aufteilte: Die Habsburger behielten das so genannte Königliche Ungarn, der Rest musste an das Osmanische Reich abgetreten werden.
Nach Zápolyas Tod nahm Süleyman in den Jahren 1541 bis 1543 das gesamte ungarische Tiefland in osmanischen Besitz und baute es mit Buda als Zentrum als gut befestigte nordwestliche Grenzregion des Osmanischen Reiches aus.
Die Erste und die Zweite Wiener Türkenbelagerung 1683 markierten strategisch und logistisch die äußerste Grenze der osmanischen Operationsfähigkeit und die Zeit der höchsten „Türkengefahr“.

## Rezeption
Die Belagerung Wiens wurde überall in Europa mit gespannter Aufmerksamkeit verfolgt. Dabei spielten mündliche Berichte von Augenzeugen, aber auch Flugblätter und gebundene Drucke sowie Druckgrafik und Lieder eine große Rolle. Schon 1529 wurde eine Chronik des Reichshofrates Peter Stern von Labach veröffentlicht, in der mehrmals sehr drastisch die Gräuel geschildert werden, die von den „Tuͤrkhen“ beziehungsweise den an anderer Stelle der Chronik genauer benannten „Sakhman vnd die im vor Rennen“ – einer Bezeichnung für die Akıncı – begangen worden sind:

„Vñ was vnmēschlicher grausamkhait Sy die Tuͤrkhen sonnst mit dē Cristenlichen volkh gebraucht ist nit muͤglich zůschreiben / Wie man dan alleñthalbn in den Waͤlden / pergn / vñ auf den Strassen / auch im gantzn Leger / erslagn leutt / die kind von einander gehawn oder auf den Spissen stekhendt / den Swangern weibern die frücht aus dem leib geschnittn vñ nebn den můttern des erbarmkhlich zůsehen ist vor augen ligen siecht vñ funden werdē.“

Solche stereotyp angeführten Grausamkeiten – erstmals ähnlich von Jakob Unrest anlässlich des Türkeneinfalls 1469 beschrieben und häufig von späteren Chronisten übernommen – waren einer der Topoi, die in der Folgezeit die christliche Einschätzung der „Türken“, wie die osmanischen Angreifer in Europa genannt wurden, bestimmten. Auch die Darstellung Süleymans I. als „grausam Tyran und Erbfeind des Christennlichen glawens“ hatte ihren Anteil an diesem bis weit ins 17. Jahrhundert hinein in Druckschriften verbreiteten Bild. Zudem spielen diese Stereotypen in der osmanischen Selbsteinschätzung, wie sie sich in türkischen Volkssagen widerspiegelt, eine Rolle.
Martin Luther ließ seiner 1528 verfassten und 1529 veröffentlichten Schrift Vom kriege widder die Türcken im Jahr 1530 Eine Heerpredigt wider den Turcken und 1541 das Traktat Vermahnunge zum Gebet / Wider den Türcken folgen. Er bezeichnete die Türken „als Gottes Rute und Plage“, die man durch Buße, aber auch durch Krieg „Gott …aus der Hand nehmen“ müsse. Gleichzeitig wandte er sich aber im Sinne seiner Zwei-Reiche-Lehre strikt gegen eine religiöse Überhöhung des Krieges und gegen Kreuzzugsideen.
Die Nachricht vom Ende der Belagerung verbreitete sich schnell und wurde überall im christlichen Europa mit großer Erleichterung aufgenommen. Der Nimbus der schier unbesiegbaren Osmanen war zum ersten Mal gebrochen worden. Die Bedrohung durch die Muslime und der Sieg wurden in teils phantasievoll ausgeschmückten Erzählungen und Werken der bildenden Kunst dargestellt.

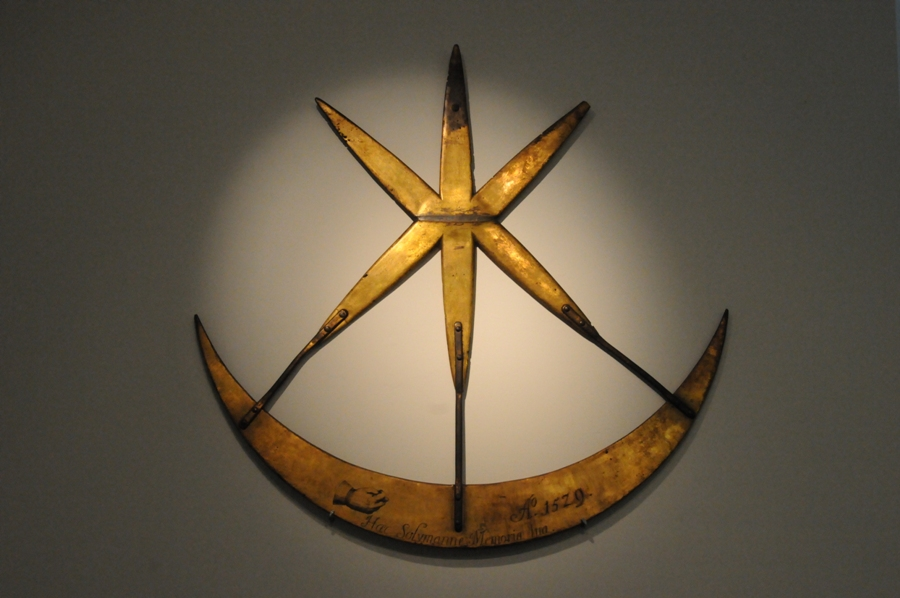
Wetterfahne vom Südturm des Stephansdoms, heute im Wien Museum

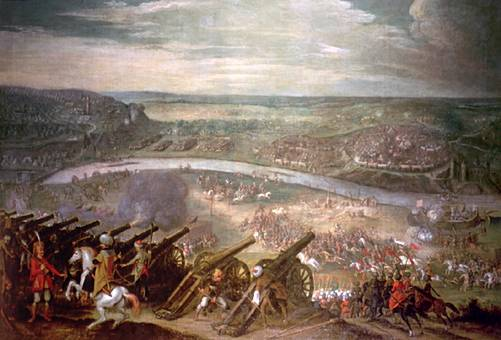
Pieter Snayers: Die Belagerung Wiens

Obwohl der Mythos vom heldenhaften Ringen der Wiener auf den Mauern und unter der Erde in späteren Jahrhunderten überstrahlt wurde durch den der zweiten Belagerung Wiens durch die Türken im Jahre 1683, war die Erinnerung an die Gefahr von 1529 auch im siebzehnten Jahrhundert noch lebendig, etwa in dem großformatigen Schlachtenpanorama von Pieter Snayers (1592–1676). Als 1686 von der Spitze des Stephansdoms eine bereits 1519 angebrachte Mondsichel, die sich um einen achtstrahligen Stern drehen konnte, mitsamt dem Stern abmontiert wurde, gravierte der Kupferstecher Johann Martin Lerch eine Neidfeige und die Jahresangabe „A.o 1529“ darauf ein sowie darunter den Satz „Haec Solymanne Memoria tua“ – frei übersetzt: „Dies, Süleyman, zu deinem Gedächtnis“. Die ursprüngliche Bedeutung des Turmaufsatzes ist bis heute ungeklärt. Im 16. und 17. Jahrhundert bildeten sich dazu deutschsprachige und türkische Sagen, die gemeinsam annehmen, Süleyman habe die Anbringung 1529 direkt oder indirekt initiiert.